# قبیله کادو
کادو (به انگلیسی: Caddo) نام یکی از قبیله‌های سرخ‌پوست آمریکا است. این مردم پیش از ورود اروپاییان در مناطق خاور و جنوب خاوری آمریکا همانند تگزاس زندگی می‌کردند.

## نگارخانه

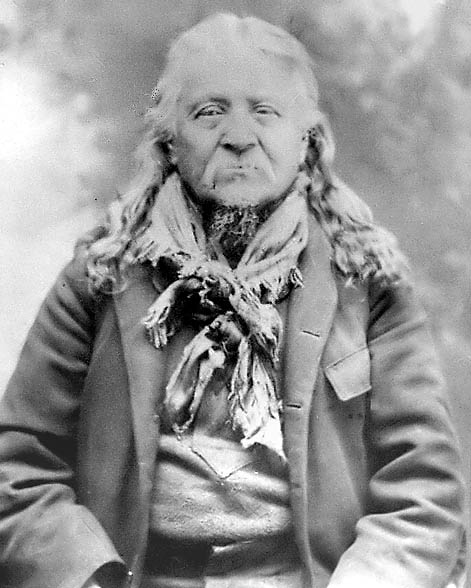
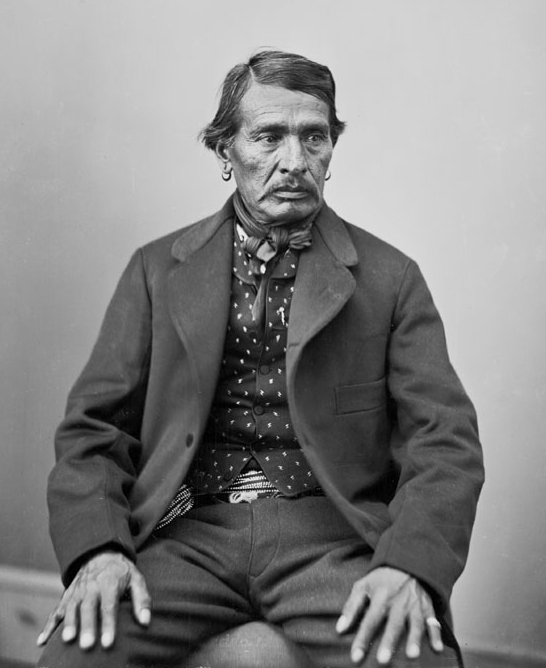
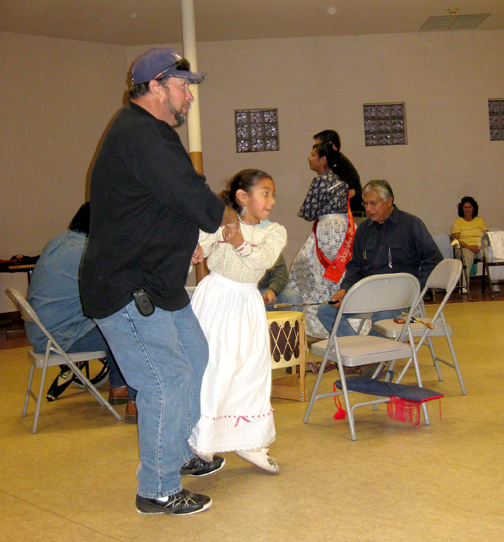
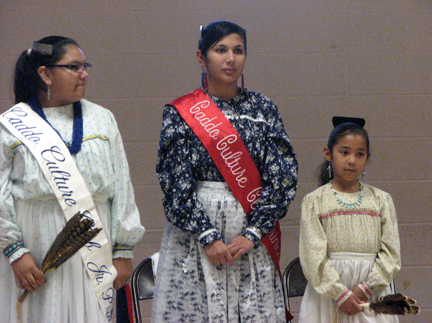